# 2001–2002-es UEFA-bajnokok ligája (csoportkör)
A 2001–2002-es UEFA-bajnokok ligája csoportkörének mérkőzéseit 2001. szeptember 11. és október 31. között játszották le.
A csoportkörben 32 csapat vett részt, a sorsoláskor nyolc darab négycsapatos csoportot képeztek. A csoportokban a csapatok körmérkőzéses, oda-visszavágós rendszerben mérkőztek meg egymással. A csoportok első  két helyezettje a második csoportkörbe jutott. A harmadik helyezettek az UEFA-kupa harmadik fordulójába kerültek. A negyedik helyezettek kiestek.

## Sorsolás
A sorsolás előtt a csapatokat négy kalapba sorolták az UEFA-együtthatójuk sorrendjében. A címvédő Bayern München automatikusan az 1. kalapba került, az első sorszámú kiemeltként. Minden kalapból minden csoportba egy-egy csapatot sorsoltak. Egy csoportba nem kerülhetett két azonos nemzetiségű csapat.
| Csapat                   | Együttható | Kalap |
| ------------------------ | ---------- | ----- |
| Bayern München (címvédő) | 110,315    | 1     |
| Real Madrid              | 114,604    | 1     |
| Manchester United        | 110,643    | 1     |
| FC Barcelona             | 108,604    | 1     |
| Lazio                    | 105,119    | 1     |
| Juventus                 | 98,119     | 1     |
| Arsenal                  | 76,643     | 1     |
| Liverpool FC             | 73,643     | 1     |
| Borussia Dortmund        | 73,315     | 2     |
| Galatasaray SK           | 71,987     | 2     |
| FC Porto                 | 68,136     | 2     |
| AS Roma                  | 68,119     | 2     |
| Olympique Lyonnais       | 64,175     | 2     |
| Deportivo La Coruña      | 63,604     | 2     |
| Szpartak Moszkva         | 61,853     | 2     |
| RCD Mallorca             | 60,604     | 2     |

| Csapat            | Együttható | Kalap |
| ----------------- | ---------- | ----- |
| Schalke 04        | 57,315     | 3     |
| Bayer Leverkusen  | 56,315     | 3     |
| Dinamo Kijiv      | 55,915     | 3     |
| Lokomotiv Moszkva | 53,853     | 3     |
| Rosenborg         | 53,799     | 3     |
| Feyenoord         | 53,123     | 3     |
| PSV Eindhoven     | 51,123     | 3     |
| Olimbiakósz       | 47,183     | 3     |
| FC Nantes         | 45,175     | 4     |
| Anderlecht        | 43,075     | 4     |
| Sparta Praha      | 37,395     | 4     |
| Panathinaikósz    | 37,183     | 4     |
| Boavista          | 28,136     | 4     |
| Celtic            | 25,310     | 4     |
| Fenerbahçe SK     | 24,987     | 4     |
| Lille OSC         | 21,175     | 4     |

## Csoportok

### Sorrend meghatározása
Ha két vagy több csapat a csoportmérkőzések után azonos pontszámmal állt, az alábbiak alapján kellett meghatározni a sorrendet:
1. az azonosan álló csapatok mérkőzésein szerzett több pont
2. az azonosan álló csapatok mérkőzésein elért jobb gólkülönbség
3. az azonosan álló csapatok mérkőzésein idegenben szerzett több gól
4. az összes mérkőzésen elért jobb gólkülönbség
5. az összes mérkőzésen szerzett több gól
6. az azonosan álló csapatok és nemzeti szövetségük jobb UEFA-együtthatója az előző öt évben

Az időpontok közép-európai idő/közép-európai nyári idő szerint értendők.
Az E, F, G és H csoport 2001. szeptember 12-ére kiírt első fordulóját a 2001. szeptember 11-ei terrortámadások miatt elhalasztották. Ezeket a mérkőzéseket 2001. október 10-én játszották le. A lapon ezek a mérkőzések harmadik fordulóként szerepelnek.

### A csoport
| Hely. | Csapat             | M | Gy | D | V | G+ | G– | Gk | P  | Továbbjutás                         |  | RMA | ROM | LMO | AND |
| ----- | ------------------ | - | -- | - | - | -- | -- | -- | -- | ----------------------------------- |  | --- | --- | --- | --- |
| 1.    | Real Madrid        | 6 | 4  | 1 | 1 | 13 | 5  | +8 | 13 | Továbbjutott a második csoportkörbe |  | —   | 1–1 | 4–0 | 4–1 |
| 2.    | AS Roma            | 6 | 2  | 3 | 1 | 6  | 5  | +1 | 9  | Továbbjutott a második csoportkörbe |  | 1–2 | —   | 2–1 | 1–1 |
| 3.    | Lokomotyiv Moszkva | 6 | 2  | 1 | 3 | 9  | 9  | 0  | 7  | Átkerült az UEFA-kupába             |  | 2–0 | 0–1 | —   | 1–1 |
| 4.    | Anderlecht         | 6 | 0  | 3 | 3 | 4  | 13 | −9 | 3  |                                     |  | 0–2 | 0–0 | 1–5 | —   |

| 2001. szeptember 11. 18:00 |

| Lokomotyiv Moszkva | 1–1               | Anderlecht   |
| ------------------ | ----------------- | ------------ |
| Maminov 18'        | (1–1) Jegyzőkönyv | Hendrikx 15' |

| Lokomotiv Stadion, Moszkva Nézőszám: 15 500 Játékvezető: Vladimír Hriňák (szlovák) |

| 2001. szeptember 11. 20:45 |

| AS Roma              | 1–2               | Real Madrid       |
| -------------------- | ----------------- | ----------------- |
| Totti 73' (11-esből) | (0–0) Jegyzőkönyv | Figo 50' Guti 63' |

| Olimpiai Stadion, Róma Nézőszám: 71 376 Játékvezető: Graham Poll (angol) |

| 2001. szeptember 19. 20:45 |

| Anderlecht | 0–0         | AS Roma |
| ---------- | ----------- | ------- |
|            | Jegyzőkönyv |         |

| Constant Vanden Stock Stadium, Brüsszel Nézőszám: 22 000 Játékvezető: Karl-Erik Nilsson (svéd) |

| 2001. szeptember 19. 20:45 |

| Real Madrid                                                | 4–0               | Lokomotyiv Moszkva |
| ---------------------------------------------------------- | ----------------- | ------------------ |
| Munitis 39' Figo 64' Roberto Carlos da Silva 81' Sávio 87' | (1–0) Jegyzőkönyv |                    |

| Santiago Bernabéu Stadium, Madrid Nézőszám: 45 045 Játékvezető: Stéphane Bré (francia) |

| 2001. szeptember 26. 20:45 |

| Real Madrid                         | 4–1               | Anderlecht  |
| ----------------------------------- | ----------------- | ----------- |
| Celades 49' Raúl 51' 68' Solari 79' | (0–1) Jegyzőkönyv | Dindane 33' |

| Santiago Bernabéu Stadium, Madrid Nézőszám: 53 500 Játékvezető: Terje Hauge (norvég) |

| 2001. szeptember 26. 20:45 |

| AS Roma                         | 2–1               | Lokomotyiv Moszkva |
| ------------------------------- | ----------------- | ------------------ |
| Chugainov 69' (öngól) Totti 79' | (0–0) Jegyzőkönyv | Obradović 59'      |

| Olimpiai Stadion, Róma Nézőszám: 38 472 Játékvezető: Hartmut Strampe (német) |

| 2001. október 16. 18:00 |

| Lokomotyiv Moszkva | 0–1               | AS Roma  |
| ------------------ | ----------------- | -------- |
|                    | (0–0) Jegyzőkönyv | Cafu 78' |

| Lokomotiv Stadion, Moszkva Nézőszám: 16 000 Játékvezető: Dick Jol (holland) |

| 2001. október 16. 20:45 |

| Anderlecht | 0–2               | Real Madrid                               |
| ---------- | ----------------- | ----------------------------------------- |
|            | (0–2) Jegyzőkönyv | Roberto Carlos da Silva 19' McManaman 35' |

| Constant Vanden Stock Stadium, Brüsszel Nézőszám: 21 922 Játékvezető: Knud Erik Fisker (dán) |

| 2001. október 24. 20:45 |

| Anderlecht | 1–5               | Lokomotyiv Moszkva                                       |
| ---------- | ----------------- | -------------------------------------------------------- |
| Ilić 2'    | (1–2) Jegyzőkönyv | Izmailov 13' Szennyikov 28' Pimenov 58' Buznikin 63' 69' |

| Constant Vanden Stock Stadium, Brüsszel Nézőszám: 22 000 Játékvezető: Mike McCurry (skót) |

| 2001. október 24. 20:45 |

| Real Madrid         | 1–1               | AS Roma   |
| ------------------- | ----------------- | --------- |
| Figo 75' (11-esből) | (0–1) Jegyzőkönyv | Totti 35' |

| Santiago Bernabéu Stadium, Madrid Nézőszám: 63 000 Játékvezető: Hellmut Krug (német) |

| 2001. október 30. 18:45 |

| AS Roma        | 1–1               | Anderlecht |
| -------------- | ----------------- | ---------- |
| Delvecchio 52' | (0–1) Jegyzőkönyv | Mornar 11' |

| Olimpiai Stadion, Róma Nézőszám: 28 157 Játékvezető: Éric Poulat (francia) |

| 2001. október 30. 18:45 |

| Lokomotyiv Moszkva            | 2–0               | Real Madrid |
| ----------------------------- | ----------------- | ----------- |
| Buznikin 30' Cherevchenko 50' | (1–0) Jegyzőkönyv |             |

| Lokomotiv Stadion, Moszkva Nézőszám: 15 000 Játékvezető: Mike Riley (angol) |

### B csoport
| Hely. | Csapat            | M | Gy | D | V | G+ | G– | Gk | P  | Továbbjutás                         |  | LIV | BOA | DOR | DKV |
| ----- | ----------------- | - | -- | - | - | -- | -- | -- | -- | ----------------------------------- |  | --- | --- | --- | --- |
| 1.    | Liverpool FC      | 6 | 3  | 3 | 0 | 7  | 3  | +4 | 12 | Továbbjutott a második csoportkörbe |  | —   | 1–1 | 2–0 | 1–0 |
| 2.    | Boavista          | 6 | 2  | 2 | 2 | 8  | 7  | +1 | 8  | Továbbjutott a második csoportkörbe |  | 1–1 | —   | 2–1 | 3–1 |
| 3.    | Borussia Dortmund | 6 | 2  | 2 | 2 | 6  | 7  | −1 | 8  | Átkerült az UEFA-kupába             |  | 0–0 | 2–1 | —   | 1–0 |
| 4.    | Dinamo Kijiv      | 6 | 1  | 1 | 4 | 5  | 9  | −4 | 4  |                                     |  | 1–2 | 1–0 | 2–2 | —   |

| 2001. szeptember 11. 20:45 |

| Liverpool FC | 1–1               | Boavista |
| ------------ | ----------------- | -------- |
| Owen 29'     | (1–1) Jegyzőkönyv | Silva 3' |

| Anfield, Liverpool Nézőszám: 30 015 Játékvezető: Kyros Vassaras (görög) |

| 2001. szeptember 11. 20:45 |

| Dinamo Kijiv                 | 2–2               | Borussia Dortmund      |
| ---------------------------- | ----------------- | ---------------------- |
| Melaschenko 15' Idahor 45+1' | (2–0) Jegyzőkönyv | Koller 56' Amoroso 74' |

| Olimpiyskiy NSC, Kijev Nézőszám: 67 000 Játékvezető: Ľuboš Micheľ (szlovák) |

| 2001. szeptember 19. 20:45 |

| Borussia Dortmund | 0–0         | Liverpool FC |
| ----------------- | ----------- | ------------ |
|                   | Jegyzőkönyv |              |

| Westfalenstadion, Dortmund Nézőszám: 46 000 Játékvezető: Valentin Ivanov (orosz) |

| 2001. szeptember 19. 20:45 |

| Boavista                      | 3–1               | Dinamo Kijiv |
| ----------------------------- | ----------------- | ------------ |
| Sánchez 4' Silva 11' Duda 30' | (3–1) Jegyzőkönyv | Ghioane 5'   |

| Estádio do Bessa, Porto Nézőszám: 6800 Játékvezető: Alfredo Trentalange (olasz) |

| 2001. szeptember 26. 20:45 |

| Boavista              | 2–1               | Borussia Dortmund |
| --------------------- | ----------------- | ----------------- |
| Silva 23' Sánchez 39' | (2–0) Jegyzőkönyv | Amoroso 76'       |

| Estádio do Bessa, Porto Nézőszám: 7600 Játékvezető: Rune Pedersen (norvég) |

| 2001. szeptember 26. 20:45 |

| Liverpool FC | 1–0               | Dinamo Kijiv |
| ------------ | ----------------- | ------------ |
| Litmanen 23' | (1–0) Jegyzőkönyv |              |

| Anfield, Liverpool Nézőszám: 33 513 Játékvezető: Pierluigi Collina (olasz) |

| 2001. október 16. 20:45 |

| Borussia Dortmund     | 2–1               | Boavista         |
| --------------------- | ----------------- | ---------------- |
| Ricken 50' Koller 68' | (0–1) Jegyzőkönyv | Alex Goulart 33' |

| Westfalenstadion, Dortmund Nézőszám: 41 247 Játékvezető: Stefano Braschi (olasz) |

| 2001. október 16. 20:45 |

| Dinamo Kijiv | 1–2               | Liverpool FC           |
| ------------ | ----------------- | ---------------------- |
| Ghioane 59'  | (0–1) Jegyzőkönyv | Murphy 43' Gerrard 67' |

| Olimpiyskiy NSC, Kijev Nézőszám: 50 000 Játékvezető: Claude Colombo (francia) |

| 2001. október 24. 20:45 |

| Boavista  | 1–1               | Liverpool FC |
| --------- | ----------------- | ------------ |
| Silva 60' | (0–1) Jegyzőkönyv | Murphy 17'   |

| Estádio do Bessa, Porto Nézőszám: 9460 Játékvezető: Karl-Erik Nilsson (svéd) |

| 2001. október 24. 20:45 |

| Borussia Dortmund | 1–0               | Dinamo Kijiv |
| ----------------- | ----------------- | ------------ |
| Rosický 34'       | (1–0) Jegyzőkönyv |              |

| Westfalenstadion, Dortmund Nézőszám: 41 500 Játékvezető: Kyros Vassaras (görög) |

| 2001. október 30. 20:45 |

| Liverpool FC          | 2–0               | Borussia Dortmund |
| --------------------- | ----------------- | ----------------- |
| Šmicer 15' Wright 82' | (1–0) Jegyzőkönyv |                   |

| Westfalenstadion, Dortmund Nézőszám: 41 507 Játékvezető: Kim Milton Nielsen (dán) |

| 2001. október 30. 20:45 |

| Dinamo Kijiv    | 1–0               | Boavista |
| --------------- | ----------------- | -------- |
| Melaschenko 49' | (0–0) Jegyzőkönyv |          |

| Olimpiyskiy NSC, Kijev Nézőszám: 18 000 Játékvezető: Fritz Stuchlik (osztrák) |

### C csoport
| Hely. | Csapat         | M | Gy | D | V | G+ | G– | Gk | P  | Továbbjutás                         |  | PAN | ARS | MLL | SCH |
| ----- | -------------- | - | -- | - | - | -- | -- | -- | -- | ----------------------------------- |  | --- | --- | --- | --- |
| 1.    | Panathinaikósz | 6 | 4  | 0 | 2 | 8  | 3  | +5 | 12 | Továbbjutott a második csoportkörbe |  | —   | 1–0 | 2–0 | 2–0 |
| 2.    | Arsenal        | 6 | 3  | 0 | 3 | 9  | 9  | 0  | 9  | Továbbjutott a második csoportkörbe |  | 2–1 | —   | 3–1 | 3–2 |
| 3.    | RCD Mallorca   | 6 | 3  | 0 | 3 | 4  | 9  | −5 | 9  | Átkerült az UEFA-kupába             |  | 1–0 | 1–0 | —   | 0–4 |
| 4.    | Schalke 04     | 6 | 2  | 0 | 4 | 9  | 9  | 0  | 6  |                                     |  | 0–2 | 3–1 | 0–1 | —   |

| 2001. szeptember 11. 20:45 |

| Schalke 04 | 0–2               | Panathinaikósz          |
| ---------- | ----------------- | ----------------------- |
|            | (0–0) Jegyzőkönyv | Vlaović 75' Basinas 80' |

| Parkstadion, Gelsenkirchen Nézőszám: 52 333 Játékvezető: Stefano Braschi (olasz) |

| 2001. szeptember 11. 20:45 |

| RCD Mallorca           | 1–0               | Arsenal |
| ---------------------- | ----------------- | ------- |
| Engonga 12' (11-esből) | (1–0) Jegyzőkönyv |         |

| Son Moix, Mallorca Nézőszám: 19 019 Játékvezető: Knud Erik Fisker (dán) |

| 2001. szeptember 19. 20:45 |

| Arsenal                                | 3–2               | Schalke 04                   |
| -------------------------------------- | ----------------- | ---------------------------- |
| Ljungberg 33' Henry 36' 47' (11-esből) | (2–1) Jegyzőkönyv | Van Hoogdalem 43' Mpenza 59' |

| Highbury, London Nézőszám: 35 361 Játékvezető: Claude Colombo (francia) |

| 2001. szeptember 19. 20:45 |

| Panathinaikósz               | 2–0               | RCD Mallorca |
| ---------------------------- | ----------------- | ------------ |
| Vlaović 25' Konstantinou 28' | (2–0) Jegyzőkönyv |              |

| Apostolos Nikolaidis Stadium, Athén Nézőszám: 15 003 Játékvezető: Konrad Plautz (osztrák) |

| 2001. szeptember 26. 20:45 |

| Panathinaikósz | 1–0               | Arsenal |
| -------------- | ----------------- | ------- |
| Karagounis 25' | (1–0) Jegyzőkönyv |         |

| Apostolos Nikolaidis Stadium, Athén Nézőszám: 15 012 Játékvezető: Vítor Melo Pereira (portugál) |

| 2001. szeptember 26. 20:45 |

| Schalke 04 | 0–1               | RCD Mallorca |
| ---------- | ----------------- | ------------ |
|            | (0–0) Jegyzőkönyv | Eto'o 66'    |

| Parkstadion, Gelsenkirchen Nézőszám: 52 000 Játékvezető: Nikolai Levnikov (orosz) |

| 2001. október 16. 20:45 |

| Arsenal                  | 2–1               | Panathinaikósz |
| ------------------------ | ----------------- | -------------- |
| Henry 23' 52' (11-esből) | (1–0) Jegyzőkönyv | Olisadebe 50'  |

| Highbury, London Nézőszám: 35 432 Játékvezető: Urs Meier (svájci) |

| 2001. október 16. 20:45 |

| RCD Mallorca | 0–4               | Schalke 04                                                  |
| ------------ | ----------------- | ----------------------------------------------------------- |
|              | (0–2) Jegyzőkönyv | Van Hoogdalem 15' Hajto 22' (11-esből) Asamoah 77' Sand 84' |

| Son Moix, Mallorca Nézőszám: 19 300 Játékvezető: Jan Wegereef (holland) |

| 2001. október 24. 20:45 |

| Panathinaikósz                 | 2–0               | Schalke 04 |
| ------------------------------ | ----------------- | ---------- |
| Olisadebe 31' Konstantinou 60' | (1–0) Jegyzőkönyv |            |

| Apostolos Nikolaidis Stadium, Athén Nézőszám: 15 097 Játékvezető: Alain Sars (francia) |

| 2001. október 24. 20:45 |

| Arsenal                            | 3–1               | RCD Mallorca |
| ---------------------------------- | ----------------- | ------------ |
| Pirès 61' Bergkamp 63' Henry 90+3' | (0–0) Jegyzőkönyv | Novo 74'     |

| Highbury, London Nézőszám: 34 764 Játékvezető: Dick Jol (holland) |

| 2001. október 30. 20:45 |

| Schalke 04                       | 3–1               | Arsenal     |
| -------------------------------- | ----------------- | ----------- |
| Mulder 2' Vermant 60' Möller 64' | (1–0) Jegyzőkönyv | Wiltord 71' |

| Parkstadion, Gelsenkirchen Nézőszám: 52 321 Játékvezető: Ryszard Wójcik (lengyel) |

| 2001. október 30. 20:45 |

| RCD Mallorca | 1–0               | Panathinaikósz |
| ------------ | ----------------- | -------------- |
| Biagini 57'  | (0–0) Jegyzőkönyv |                |

| Son Moix, Mallorca Nézőszám: 11 174 Játékvezető: Karl-Erik Nilsson (svéd) |

### D csoport
| Hely. | Csapat         | M | Gy | D | V | G+ | G– | Gk | P  | Továbbjutás                         |  | NAN | GAL | PSV | LAZ |
| ----- | -------------- | - | -- | - | - | -- | -- | -- | -- | ----------------------------------- |  | --- | --- | --- | --- |
| 1.    | FC Nantes      | 6 | 3  | 2 | 1 | 8  | 3  | +5 | 11 | Továbbjutott a második csoportkörbe |  | —   | 0–1 | 4–1 | 1–0 |
| 2.    | Galatasaray SK | 6 | 3  | 1 | 2 | 5  | 4  | +1 | 10 | Továbbjutott a második csoportkörbe |  | 0–0 | —   | 2–0 | 1–0 |
| 3.    | PSV Eindhoven  | 6 | 2  | 1 | 3 | 6  | 9  | −3 | 7  | Átkerült az UEFA-kupába             |  | 0–0 | 3–1 | —   | 1–0 |
| 4.    | Lazio          | 6 | 2  | 0 | 4 | 4  | 7  | −3 | 6  |                                     |  | 1–3 | 1–0 | 2–1 | —   |

| 2001. szeptember 11. 20:45 |

| FC Nantes                                            | 4–1               | PSV Eindhoven |
| ---------------------------------------------------- | ----------------- | ------------- |
| André 5' Quint 10' (11-esből) Dalmat 44' Vahirua 75' | (3–0) Jegyzőkönyv | De Jong 90+3' |

| Stade de la Beaujoire, Nantes Nézőszám: 23 481 Játékvezető: Juan Fernández Marin (spanyol) |

| 2001. szeptember 11. 20:45 |

| Galatasaray SK | 1–0               | Lazio |
| -------------- | ----------------- | ----- |
| Ümit Karan 79' | (0–0) Jegyzőkönyv |       |

| Ali Sami Yen Stadium, Isztambul Nézőszám: 13 850 Játékvezető: Ryszard Wójcik (lengyel) |

| 2001. szeptember 19. 20:45 |

| Lazio    | 1–3               | FC Nantes                      |
| -------- | ----------------- | ------------------------------ |
| Couto 7' | (1–1) Jegyzőkönyv | Fabbri 3' Armand 63' Ziani 86' |

| Olimpiai Stadion, Róma Nézőszám: 17 798 Játékvezető: Herbert Fandel (német) |

| 2001. szeptember 19. 20:45 |

| PSV Eindhoven                       | 3–1               | Galatasaray SK |
| ----------------------------------- | ----------------- | -------------- |
| Bruggink 38' Faber 53' Kežman 90+4' | (1–0) Jegyzőkönyv | Ümit Karan 68' |

| GelreDome, Arnhem Nézőszám: 22 325 Játékvezető: Manuel Mejuto González (spanyol) |

| 2001. szeptember 26. 20:45 |

| PSV Eindhoven | 1–0               | Lazio |
| ------------- | ----------------- | ----- |
| Hofland 40'   | (1–0) Jegyzőkönyv |       |

| Philips Stadion, Eindhoven Nézőszám: 27 000 Játékvezető: Mike McCurry (skót) |

| 2001. szeptember 26. 20:45 |

| FC Nantes | 0–1               | Galatasaray SK |
| --------- | ----------------- | -------------- |
|           | (0–0) Jegyzőkönyv | Yalçın 79'     |

| Stade de la Beaujoire, Nantes Nézőszám: 30 500 Játékvezető: Tom Henning Øvrebø (norvég) |

| 2001. október 16. 20:45 |

| Lazio                          | 2–1               | PSV Eindhoven |
| ------------------------------ | ----------------- | ------------- |
| Fiore 39' López 55' (11-esből) | (1–0) Jegyzőkönyv | Kežman 56'    |

| Olimpiai Stadion, Róma Nézőszám: 18 417 Játékvezető: Antonio López Nieto (spanyol) |

| 2001. október 16. 20:45 |

| Galatasaray SK | 0–0         | FC Nantes |
| -------------- | ----------- | --------- |
|                | Jegyzőkönyv |           |

| Ali Sami Yen Stadium, Isztambul Nézőszám: 19 100 Játékvezető: Hellmut Krug (német) |

| 2001. október 24. 20:45 |

| PSV Eindhoven | 0–0         | FC Nantes |
| ------------- | ----------- | --------- |
|               | Jegyzőkönyv |           |

| Philips Stadion, Eindhoven Nézőszám: 31 200 Játékvezető: Wolfgang Stark (német) |

| 2001. október 24. 20:45 |

| Lazio         | 1–0               | Galatasaray SK |
| ------------- | ----------------- | -------------- |
| Stanković 76' | (0–0) Jegyzőkönyv |                |

| Olimpiai Stadion, Róma Nézőszám: 20 363 Játékvezető: Nikolai Levnikov (orosz) |

| 2001. október 30. 20:45 |

| FC Nantes | 1–0               | Lazio |
| --------- | ----------------- | ----- |
| André 72' | (0–0) Jegyzőkönyv |       |

| Stade de la Beaujoire, Nantes Nézőszám: 34 754 Játékvezető: Terje Hauge (norvég) |

| 2001. október 30. 20:45 |

| Galatasaray SK       | 2–0               | PSV Eindhoven |
| -------------------- | ----------------- | ------------- |
| Yalçın 26' Erdem 50' | (1–0) Jegyzőkönyv |               |

| Ali Sami Yen Stadium, Isztambul Nézőszám: 22 100 Játékvezető: Ľuboš Micheľ (szlovák) |

### E csoport
| Hely. | Csapat    | M | Gy | D | V | G+ | G– | Gk | P  | Továbbjutás                         |  | JUV | POR | CEL | ROS |
| ----- | --------- | - | -- | - | - | -- | -- | -- | -- | ----------------------------------- |  | --- | --- | --- | --- |
| 1.    | Juventus  | 6 | 3  | 2 | 1 | 11 | 8  | +3 | 11 | Továbbjutott a második csoportkörbe |  | —   | 3–1 | 3–2 | 1–0 |
| 2.    | FC Porto  | 6 | 3  | 1 | 2 | 7  | 5  | +2 | 10 | Továbbjutott a második csoportkörbe |  | 0–0 | —   | 3–0 | 1–0 |
| 3.    | Celtic    | 6 | 3  | 0 | 3 | 8  | 11 | −3 | 9  | Átkerült az UEFA-kupába             |  | 4–3 | 1–0 | —   | 1–0 |
| 4.    | Rosenborg | 6 | 1  | 1 | 4 | 4  | 6  | −2 | 4  |                                     |  | 1–1 | 1–2 | 2–0 | —   |

| 2001. szeptember 18. 20:45 |

| Juventus                                 | 3–2               | Celtic                            |
| ---------------------------------------- | ----------------- | --------------------------------- |
| Trezeguet 43' 55' Amoruso 90' (11-esből) | (1–0) Jegyzőkönyv | Petrov 67' Larsson 86' (11-esből) |

| Stadio delle Alpi, Torino Nézőszám: 43 017 Játékvezető: Hellmut Krug (német) |

| 2001. szeptember 18. 20:45 |

| Rosenborg       | 1–2               | FC Porto          |
| --------------- | ----------------- | ----------------- |
| Rushfeldt 90+2' | (0–1) Jegyzőkönyv | Pena 10' Deco 60' |

| Lerkendal Stadion, Trondheim Nézőszám: 20 007 Játékvezető: Graham Barber (angol) |

| 2001. szeptember 25. 20:45 |

| Rosenborg                  | 1–1               | Juventus      |
| -------------------------- | ----------------- | ------------- |
| Skammelsrud 89' (11-esből) | (0–0) Jegyzőkönyv | Del Piero 85' |

| Lerkendal Stadion, Trondheim Nézőszám: 20 748 Játékvezető: Jan Wegereef (holland) |

| 2001. szeptember 25. 20:45 |

| Celtic      | 1–0               | FC Porto |
| ----------- | ----------------- | -------- |
| Larsson 36' | (1–0) Jegyzőkönyv |          |

| Celtic Park, Glasgow Nézőszám: 59 000 Játékvezető: Dick Jol (holland) |

| 2001. október 10. 20:45 |

| Celtic       | 1–0               | Rosenborg |
| ------------ | ----------------- | --------- |
| Thompson 21' | (1–0) Jegyzőkönyv |           |

| Celtic Park, Glasgow Nézőszám: 57 233 Játékvezető: Alain Sars (francia) |

| 2001. október 10. 20:45 |

| FC Porto | 0–0         | Juventus |
| -------- | ----------- | -------- |
|          | Jegyzőkönyv |          |

| Estádio das Antas, Porto Nézőszám: 40 228 Játékvezető: Manuel Mejuto González (spanyol) |

| 2001. október 17. 20:45 |

| Juventus      | 1–0               | Rosenborg |
| ------------- | ----------------- | --------- |
| Trezeguet 25' | (1–0) Jegyzőkönyv |           |

| Stadio delle Alpi, Torino Nézőszám: 38 642 Játékvezető: Graham Poll (angol) |

| 2001. október 17. 20:45 |

| FC Porto                   | 3–0               | Celtic |
| -------------------------- | ----------------- | ------ |
| Clayton 1' 61' Silva 45+1' | (2–0) Jegyzőkönyv |        |

| Estádio das Antas, Porto Nézőszám: 30 313 Játékvezető: René Temmink (holland) |

| 2001. október 23. 20:45 |

| Rosenborg         | 2–0               | Celtic |
| ----------------- | ----------------- | ------ |
| Brattbakk 19' 36' | (2–0) Jegyzőkönyv |        |

| Lerkendal Stadion, Trondheim Nézőszám: 21 540 Játékvezető: Juan Fernández Marin (spanyol) |

| 2001. október 23. 20:45 |

| Juventus                                | 3–1               | FC Porto    |
| --------------------------------------- | ----------------- | ----------- |
| Del Piero 32' Montero 47' Trezeguet 73' | (1–1) Jegyzőkönyv | Clayton 13' |

| Stadio delle Alpi, Torino Nézőszám: 38 328 Játékvezető: Anders Frisk (svéd) |

| 2001. október 31. 20:45 |

| Celtic                                              | 4–3               | Juventus                        |
| --------------------------------------------------- | ----------------- | ------------------------------- |
| Valgaeren 24' Sutton 45' 64' Larsson 57' (11-esből) | (2–1) Jegyzőkönyv | Del Piero 19' Trezeguet 51' 77' |

| Celtic Park, Glasgow Nézőszám: 57 717 Játékvezető: Gilles Veissière (francia) |

| 2001. október 31. 20:45 |

| FC Porto | 1–0               | Rosenborg |
| -------- | ----------------- | --------- |
| Pena 37' | (1–0) Jegyzőkönyv |           |

| Estádio das Antas, Porto Nézőszám: 31 429 Játékvezető: Hartmut Strampe (német) |

### F csoport
| Hely. | Csapat             | M | Gy | D | V | G+ | G– | Gk | P  | Továbbjutás                         |  | BAR | LEV | LYO | FEN |
| ----- | ------------------ | - | -- | - | - | -- | -- | -- | -- | ----------------------------------- |  | --- | --- | --- | --- |
| 1.    | FC Barcelona       | 6 | 5  | 0 | 1 | 12 | 5  | +7 | 15 | Továbbjutott a második csoportkörbe |  | —   | 2–1 | 2–0 | 1–0 |
| 2.    | Bayer Leverkusen   | 6 | 4  | 0 | 2 | 10 | 9  | +1 | 12 | Továbbjutott a második csoportkörbe |  | 2–1 | —   | 2–4 | 2–1 |
| 3.    | Olympique Lyonnais | 6 | 3  | 0 | 3 | 10 | 9  | +1 | 9  | Átkerült az UEFA-kupába             |  | 2–3 | 0–1 | —   | 3–1 |
| 4.    | Fenerbahçe SK      | 6 | 0  | 0 | 6 | 3  | 12 | −9 | 0  |                                     |  | 0–3 | 1–2 | 0–1 | —   |

| 2001. szeptember 18. 20:45 |

| Olympique Lyonnais | 0–1               | Bayer Leverkusen |
| ------------------ | ----------------- | ---------------- |
|                    | (0–0) Jegyzőkönyv | Kirsten 75'      |

| Stade de Gerland, Lyon Nézőszám: 37 500 Játékvezető: Graziano Cesari (olasz) |

| 2001. szeptember 18. 20:45 |

| Fenerbahçe SK | 0–3               | FC Barcelona                           |
| ------------- | ----------------- | -------------------------------------- |
|               | (0–2) Jegyzőkönyv | Kluivert 25' Andersson 28' Saviola 66' |

| Şükrü Saracoğlu Stadion, Isztambul Nézőszám: 23 350 Játékvezető: Anders Frisk (svéd) |

| 2001. szeptember 25. 20:45 |

| Fenerbahçe SK | 0–1               | Olympique Lyonnais |
| ------------- | ----------------- | ------------------ |
|               | (0–0) Jegyzőkönyv | Delmotte 89'       |

| Şükrü Saracoğlu Stadion, Isztambul Nézőszám: 10 150 Játékvezető: Frank De Bleeckere (belga) |

| 2001. szeptember 25. 20:45 |

| Bayer Leverkusen                  | 2–1               | FC Barcelona     |
| --------------------------------- | ----------------- | ---------------- |
| Yıldıray Baştürk 52' Neuville 69' | (0–1) Jegyzőkönyv | Luis Enrique 22' |

| BayArena, Leverkusen Nézőszám: 22 000 Játékvezető: Hugh Dallas (skót) |

| 2001. október 10. 20:45 |

| Bayer Leverkusen      | 2–1               | Fenerbahçe SK  |
| --------------------- | ----------------- | -------------- |
| Lúcio 36' Ballack 59' | (1–1) Jegyzőkönyv | Haim Revivo 6' |

| BayArena, Leverkusen Nézőszám: 22 500 Játékvezető: Alain Hamer (luxemburgi) |

| 2001. október 10. 20:45 |

| FC Barcelona                        | 2–0               | Olympique Lyonnais |
| ----------------------------------- | ----------------- | ------------------ |
| Kluivert 78' Rivaldo 87' (11-esből) | (0–0) Jegyzőkönyv |                    |

| Camp Nou, Barcelona Nézőszám: 60 757 Játékvezető: Kim Milton Nielsen (dán) |

| 2001. október 17. 20:45 |

| Olympique Lyonnais                    | 3–1               | Fenerbahçe SK  |
| ------------------------------------- | ----------------- | -------------- |
| Govou 45+1' Carrière 53' Delmotte 68' | (1–1) Jegyzőkönyv | Derelioğlu 35' |

| Stade de Gerland, Lyon Nézőszám: 37 773 Játékvezető: Konrad Plautz (osztrák) |

| 2001. október 17. 20:45 |

| FC Barcelona                  | 2–1               | Bayer Leverkusen |
| ----------------------------- | ----------------- | ---------------- |
| Kluivert 12' Luis Enrique 38' | (2–1) Jegyzőkönyv | Ramelow 32'      |

| Camp Nou, Barcelona Nézőszám: 60 432 Játékvezető: Pierluigi Collina (olasz) |

| 2001. október 23. 20:45 |

| Fenerbahçe SK  | 1–2               | Bayer Leverkusen          |
| -------------- | ----------------- | ------------------------- |
| Derelioğlu 40' | (1–2) Jegyzőkönyv | Schneider 21' Kirsten 34' |

| Şükrü Saracoğlu Stadion, Isztambul Nézőszám: 9335 Játékvezető: Terje Hauge (norvég) |

| 2001. október 23. 20:45 |

| Olympique Lyonnais         | 2–3               | FC Barcelona                               |
| -------------------------- | ----------------- | ------------------------------------------ |
| Luyindula 66' Carrière 88' | (0–2) Jegyzőkönyv | Kluivert 9' Rivaldo 18' Gerard López 90+4' |

| Stade de Gerland, Lyon Nézőszám: 37 800 Játékvezető: Graham Poll (angol) |

| 2001. október 31. 20:45 |

| Bayer Leverkusen            | 2–4               | Olympique Lyonnais                 |
| --------------------------- | ----------------- | ---------------------------------- |
| Sebescen 45+2' Berbatov 52' | (1–2) Jegyzőkönyv | Carrière 32' 38' Née 64' Govou 81' |

| BayArena, Leverkusen Nézőszám: 22 500 Játékvezető: Valentin Ivanov (orosz) |

| 2001. október 31. 20:45 |

| FC Barcelona  | 1–0               | Fenerbahçe SK |
| ------------- | ----------------- | ------------- |
| Rivaldo 90+2' | (0–0) Jegyzőkönyv |               |

| Camp Nou, Barcelona Nézőszám: 35 233 Játékvezető: Stuart Dougal (skót) |

### G csoport
| Hely. | Csapat              | M | Gy | D | V | G+ | G– | Gk | P  | Továbbjutás                         |  | DEP | MUN | LIL | OLY |
| ----- | ------------------- | - | -- | - | - | -- | -- | -- | -- | ----------------------------------- |  | --- | --- | --- | --- |
| 1.    | Deportivo La Coruña | 6 | 2  | 4 | 0 | 10 | 8  | +2 | 10 | Továbbjutott a második csoportkörbe |  | —   | 2–1 | 1–1 | 2–2 |
| 2.    | Manchester United   | 6 | 3  | 1 | 2 | 10 | 6  | +4 | 10 | Továbbjutott a második csoportkörbe |  | 2–3 | —   | 1–0 | 3–0 |
| 3.    | Lille OSC           | 6 | 1  | 3 | 2 | 7  | 7  | 0  | 6  | Átkerült az UEFA-kupába             |  | 1–1 | 1–1 | —   | 3–1 |
| 4.    | Olimbiakósz         | 6 | 1  | 2 | 3 | 6  | 12 | −6 | 5  |                                     |  | 1–1 | 0–2 | 2–1 | —   |

| 2001. szeptember 18. 20:45 |

| Manchester United | 1–0               | Lille OSC |
| ----------------- | ----------------- | --------- |
| Beckham 90'       | (0–0) Jegyzőkönyv |           |

| Old Trafford, Manchester Nézőszám: 64 827 Játékvezető: René Temmink (holland) |

| 2001. szeptember 18. 20:45 |

| Deportivo La Coruña    | 2–2               | Olimbiakósz                       |
| ---------------------- | ----------------- | --------------------------------- |
| Fran 22' Valerón 90+4' | (1–0) Jegyzőkönyv | Giannakopoulos 80' Oforiquaye 83' |

| Estadio Riazor, A Coruña Nézőszám: 20 873 Játékvezető: Jan Wegereef (holland) |

| 2001. szeptember 25. 20:45 |

| Deportivo La Coruña     | 2–1               | Manchester United |
| ----------------------- | ----------------- | ----------------- |
| Pandiani 86' Najbet 90' | (0–1) Jegyzőkönyv | Scholes 40'       |

| Estadio Riazor, A Coruña Nézőszám: 33 108 Játékvezető: Stefano Braschi (olasz) |

| 2001. szeptember 25. 20:45 |

| Lille OSC                            | 3–1               | Olimbiakósz          |
| ------------------------------------ | ----------------- | -------------------- |
| Bakari 33' Cheyrou 44' Tafforeau 79' | (2–0) Jegyzőkönyv | Giannakopoulos 90+1' |

| Stade Grimonprez-Jooris, Lille Nézőszám: 35 777 Játékvezető: Stuart Dougal (skót) |

| 2001. október 10. 20:45 |

| Lille OSC   | 1–1               | Deportivo La Coruña |
| ----------- | ----------------- | ------------------- |
| Olufade 87' | (0–0) Jegyzőkönyv | Valerón 49'         |

| Stade Grimonprez-Jooris, Lille Nézőszám: 37 020 Játékvezető: Claus Bo Larsen (dán) |

| 2001. október 10. 20:45 |

| Olimbiakósz | 0–2               | Manchester United    |
| ----------- | ----------------- | -------------------- |
|             | (0–0) Jegyzőkönyv | Beckham 66' Cole 82' |

| Olimpiai Stadion, Athén Nézőszám: 70 000 Játékvezető: Graziano Cesari (olasz) |

| 2001. október 17. 20:45 |

| Manchester United     | 2–3               | Deportivo La Coruña        |
| --------------------- | ----------------- | -------------------------- |
| van Nistelrooy 7' 40' | (2–2) Jegyzőkönyv | Sergio 37' Tristán 39' 60' |

| Old Trafford, Manchester Nézőszám: 65 585 Játékvezető: Herbert Fandel (német) |

| 2001. október 17. 20:45 |

| Olimbiakósz                 | 2–1               | Lille OSC  |
| --------------------------- | ----------------- | ---------- |
| Alexandris 53' Niniadis 64' | (0–1) Jegyzőkönyv | Bassir 38' |

| Olimpiai Stadion, Athén Nézőszám: 25 755 Játékvezető: Alfredo Trentalange (olasz) |

| 2001. október 23. 20:45 |

| Deportivo La Coruña    | 1–1               | Lille OSC              |
| ---------------------- | ----------------- | ---------------------- |
| Valerón 14' (11-esből) | (1–1) Jegyzőkönyv | Cheyrou 20' (11-esből) |

| Estadio Riazor, A Coruña Nézőszám: 22 983 Játékvezető: Ľuboš Micheľ (szlovák) |

| 2001. október 23. 20:45 |

| Manchester United                           | 3–0               | Olimbiakósz |
| ------------------------------------------- | ----------------- | ----------- |
| Solskjær 79' Giggs 88' van Nistelrooy 90+4' | (0–0) Jegyzőkönyv |             |

| Old Trafford, Manchester Nézőszám: 66 769 Játékvezető: Vítor Melo Pereira (portugál) |

| 2001. október 31. 20:45 |

| Lille OSC   | 1–1               | Manchester United |
| ----------- | ----------------- | ----------------- |
| Cheyrou 65' | (0–1) Jegyzőkönyv | Solskjær 6'       |

| Stade Félix-Bollaert, Lens Nézőszám: 38 402 Játékvezető: Urs Meier (svájci) |

| 2001. október 31. 20:45 |

| Olimbiakósz    | 1–1               | Deportivo La Coruña |
| -------------- | ----------------- | ------------------- |
| Alexandris 51' | (0–0) Jegyzőkönyv | Capdevila 84'       |

| Olimpiai Stadion, Athén Nézőszám: 20 293 Játékvezető: Markus Merk (német) |

### H csoport
| Hely. | Csapat           | M | Gy | D | V | G+ | G– | Gk | P  | Továbbjutás                         |  | BAY | SPP | FEY | SPM |
| ----- | ---------------- | - | -- | - | - | -- | -- | -- | -- | ----------------------------------- |  | --- | --- | --- | --- |
| 1.    | Bayern München   | 6 | 4  | 2 | 0 | 14 | 5  | +9 | 14 | Továbbjutott a második csoportkörbe |  | —   | 0–0 | 3–1 | 5–1 |
| 2.    | Sparta Praha     | 6 | 3  | 2 | 1 | 10 | 3  | +7 | 11 | Továbbjutott a második csoportkörbe |  | 0–1 | —   | 4–0 | 2–0 |
| 3.    | Feyenoord        | 6 | 1  | 2 | 3 | 7  | 14 | −7 | 5  | Átkerült az UEFA-kupába             |  | 2–2 | 0–2 | —   | 2–1 |
| 4.    | Szpartak Moszkva | 6 | 0  | 2 | 4 | 7  | 16 | −9 | 2  |                                     |  | 1–3 | 2–2 | 2–2 | —   |

| 2001. szeptember 18. 18:00 |

| Szpartak Moszkva             | 2–2               | Feyenoord                |
| ---------------------------- | ----------------- | ------------------------ |
| Robson 62' Beszcsasztnih 69' | (0–1) Jegyzőkönyv | Bosvelt 12' Tomasson 59' |

| Luzsnyiki Stadion, Moszkva Nézőszám: 15 000 Játékvezető: Antonio López Nieto (spanyol) |

| 2001. szeptember 18. 20:45 |

| Bayern München | 0–0         | Sparta Praha |
| -------------- | ----------- | ------------ |
|                | Jegyzőkönyv |              |

| Olimpiai Stadion, München Nézőszám: 20 000 Játékvezető: Leslie Irvine (északír) |

| 2001. szeptember 25. 18:00 |

| Szpartak Moszkva | 1–3               | Bayern München                 |
| ---------------- | ----------------- | ------------------------------ |
| Baranov 64'      | (0–2) Jegyzőkönyv | Salihamidžić 16' Élber 41' 74' |

| Luzsnyiki Stadion, Moszkva Nézőszám: 37 000 Játékvezető: Arturo Daudén Ibañez (spanyol) |

| 2001. szeptember 25. 20:45 |

| Sparta Praha                                            | 4–0               | Feyenoord |
| ------------------------------------------------------- | ----------------- | --------- |
| Hartig 24' Labant 38' (11-esből) Kincl 71' Michalík 74' | (2–0) Jegyzőkönyv |           |

| AXA Arena, Prága Nézőszám: 15 150 Játékvezető: Fritz Stuchlik (osztrák) |

| 2001. október 10. 20:45 |

| Sparta Praha         | 2–0               | Szpartak Moszkva |
| -------------------- | ----------------- | ---------------- |
| Kincl 57' Sionko 88' | (0–0) Jegyzőkönyv |                  |

| AXA Arena, Prága Nézőszám: 17 221 Játékvezető: Éric Poulat (francia) |

| 2001. október 10. 20:45 |

| Feyenoord                        | 2–2               | Bayern München |
| -------------------------------- | ----------------- | -------------- |
| Van Hooijdonk 38' Tomasson 45+1' | (2–1) Jegyzőkönyv | Élber 13' 50'  |

| De Kuip, Rotterdam Nézőszám: 37 500 Játékvezető: Gilles Veissière (francia) |

| 2001. október 17. 20:45 |

| Bayern München                             | 5–1               | Szpartak Moszkva  |
| ------------------------------------------ | ----------------- | ----------------- |
| Pizarro 7' 22' Élber 33' 52' Zickler 90+1' | (3–0) Jegyzőkönyv | Beszcsasztnih 58' |

| Olimpiai Stadion, München Nézőszám: 25 000 Játékvezető: Frank De Bleeckere (belga) |

| 2001. október 17. 20:45 |

| Feyenoord | 0–2               | Sparta Praha            |
| --------- | ----------------- | ----------------------- |
|           | (0–1) Jegyzőkönyv | Jarošík 43' Novotný 78' |

| De Kuip, Rotterdam Nézőszám: 37 200 Játékvezető: Arturo Dauden Ibañez (spanyol) |

| 2001. október 23. 18:00 |

| Szpartak Moszkva            | 2–2               | Sparta Praha           |
| --------------------------- | ----------------- | ---------------------- |
| Robson 4' Beszcsasztnih 34' | (2–1) Jegyzőkönyv | Holub 29' Babnič 90+3' |

| Luzsnyiki Stadion, Moszkva Nézőszám: 5300 Játékvezető: Graham Barber (angol) |

| 2001. október 23. 20:45 |

| Bayern München                              | 3–1               | Feyenoord    |
| ------------------------------------------- | ----------------- | ------------ |
| Van Gobbel 12' (öngól) Santa Cruz 30' 90+1' | (2–1) Jegyzőkönyv | Elmander 25' |

| Olimpiai Stadion, München Nézőszám: 40 000 Játékvezető: Lucílio Batista (portugál) |

| 2001. október 31. 20:45 |

| Sparta Praha | 0–1               | Bayern München      |
| ------------ | ----------------- | ------------------- |
|              | (0–1) Jegyzőkönyv | Novotný 40' (öngól) |

| AXA Arena, Prága Nézőszám: 19 396 Játékvezető: Alain Hamer (luxemburgi) |

| 2001. október 31. 20:45 |

| Feyenoord                | 2–1               | Szpartak Moszkva  |
| ------------------------ | ----------------- | ----------------- |
| Tomasson 5' Elmander 18' | (2–1) Jegyzőkönyv | Beszcsasztnih 14' |

| De Kuip, Rotterdam Nézőszám: 35 400 Játékvezető: Graziano Cesari (olasz) |